# Trachypholis luteonigra
Trachypholis luteonigra es una especie de coleóptero de la familia Zopheridae.

## Distribución geográfica
Habita en Bután.